# Amar Akbar Anthony
Amar Akbar Anthony (Hindi: अमर अकबर एन्थोनी, amar akbar Enthonī) ist ein Hindi-Film von Manmohan Desai aus dem Jahr 1977.

## Handlung
Robert, der Gangsterboss, überfährt einen Mann und begeht anschließend Fahrerflucht. Nun soll sein Fahrer Kishanlal für alles gerade stehen und als Gegenleistung sorgt Robert für seine Familie. Kishanlal nimmt die Schuld auf sich und kommt ins Gefängnis. Bei seiner Entlassung stellt sich heraus, dass seine Frau Bharati krank und seine drei Söhne am Verhungern sind. Deshalb will sich Kishanlal rächen und versucht Robert umzubringen. Da sein Anschlag jedoch misslingt, flieht er ohne seine Familie mit dem Fluchtwagen, in dem Robert Gold versteckt hat. Während Kishanlal reich wird, erblindet seine Frau und die Söhne werden getrennt.
Amar wird von einem Hindu großgezogen und wird Polizist, Akbar wird von einem muslimischen Schneider versorgt und Anthony wird von einem christlichen Priester aufgenommen. Wie das Schicksal es so will, treffen die drei Jahre später aufeinander.
Zum Schluss findet die Familie wieder zusammen, die Mutter gewinnt ihr Augenlicht wieder und die Söhne rächen sich an Robert, der für alles verantwortlich ist. Nur Kishanlal stellt sich freiwillig der Polizei und hinterlässt seine Frau, seine Söhne und deren Freundinnen Laxmi, Salma und Jenny.

## Musik
| Lied                                | Sänger                                                |
| ----------------------------------- | ----------------------------------------------------- |
| Parda Hai Parda                     | Mohammad Rafi                                         |
| My Name Is Anthony Gonzalves        | Kishore Kumar, Amitabh Bachchan                       |
| Humko Tumse                         | Lata Mangeshkar, Kishore Kumar, Mukesh, Mohammad Rafi |
| Taiyyab Ali                         | Mohammad Rafi, Chor                                   |
| Shirdi Wale                         | Mohammad Rafi                                         |
| Anhoni Ko Honi (Amar Akbar Anthony) | Mahendra Kapoor, Kishore Kumar, Shailendra Singh      |

Die Liedtexte zur Musik des Duos Laxmikant-Pyarelal schrieb Anand Bakshi.

## Auszeichnungen
Filmfare Award 1978
- Filmfare Award/Bester Hauptdarsteller an Amitabh Bachchan
- Filmfare Award/Bester Schnitt an Kamlakar Karkhanis
- Filmfare Award/Beste Musik an Laxmikant-Pyarelal

## Sonstiges
Amar Akbar Anthony war der Beginn einer langen Zusammenarbeit Manmohan Desais mit Amitabh Bachchan.
Hauptdarsteller Bachchan spricht hier in einem umgangssprachlich Bombay-Hindi genannten Dialekt – einer Mundart und Körpersprache, die gewöhnlich mit dem Lumpenproletariat der Stadt assoziiert wird. Die Action-Szenen des Films wirken eher mechanisch.
Es gibt auch einen Bollywoodfilm mit dem Titel My Name Is Anthony Gonzalves, der von einem der Lieder inspiriert wurde. Die Hauptrollen spielen Mithun Chakraborty, Amrita Rao und Nikhil Dwivedi.